# Otman Bakkal
Pour les articles homonymes, voir Bakkal.
Otman Bakkal (né le 27 février 1985 à Eindhoven) est un footballeur international néerlandais d'origine marocaine.

## Biographie

### Carrière en club

#### Formation au PSV Eindhoven
Otman Bakkal naît à Eindhoven de parents marocains originaires de Tanger. Il grandit dans le quartier de Strijp, à quelques mètres du stade Philips. Il commence le football dans le club du DBS. En 1996, âgé de 11 ans, il est repéré et recruté par les scouts du PSV Eindhoven.

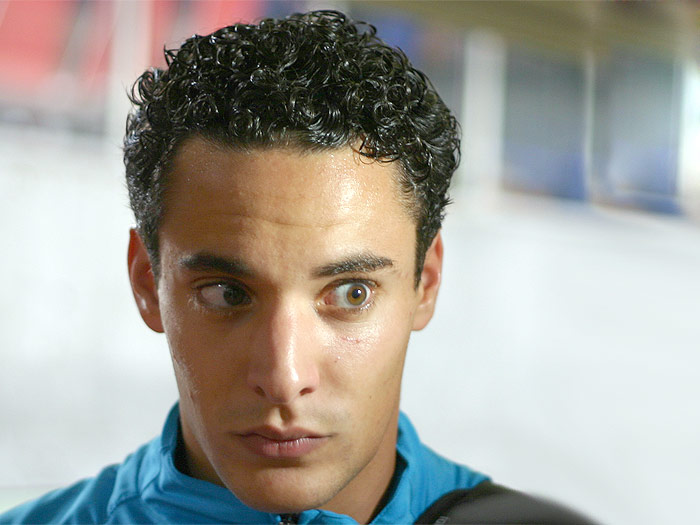
Othman Bakkal en 2004.

Lors de la saison 2003-04, Bakkal fait ses débuts dans le football professionnel dans un match de huitième de finale en Ligue Europa face à l'AJ Auxerre. Il joue lors de la saison deux autres matchs de championnat. Le 28 mars 2004, il est titularisé pour la première fois dans un match de championnat face au Willem II Tilburg dans un match à l'extérieur. 
Lors de la saison 2004-05, le joueur commence sa saison dans des matchs amicaux en tant que titulaire dans l'équipe type du PSV. En trois matchs amicaux, il marque six buts. Malgré de bonnes statistiques, le joueur ne parviendra pas à atteindre sa place de titulaire lors du championnat.

### Carrière internationale
N'ayant jamais été appelé par le sélectionneur de l'équipe du Maroc, il décide de jouer pour les Pays-Bas et se produit d'ailleurs avec les espoirs. Il obtient une sélection avec les seniors en 2009.

## Style de jeu
Grâce un physique avantageux (il mesure 1,87 m pour 81 kg), il dispose d'un bon jeu de tête.

## Palmarès

### En club
PSV Eindhoven
- Eredivisie
  - Champion (1) : 2008
- Trophée Johan Cruyff
  - Vainqueur (1) : 2008

### En sélection
Pays-Bas espoirs
- EURO Espoirs
  - Vainqueur (1) : 2007